# اچ‌ام‌اس دراکو (۱۸۹۴)
اچ‌ام‌اس دراکو (۱۸۹۴) (به انگلیسی: HMS Dragon (1894)) یک کشتی بود که طول آن ۲۱۰ فوت (۶۴ متر) بود. این کشتی در سال ۱۸۹۴ ساخته شد.